# Лі Бодімід
Лі Бодімід (англ. Lee Bodimeade, 12 лютого 1970) — австралійський хокеїст на траві.
Срібний призер Олімпійських Ігор 1992 року.